# Chromaphis
Chromaphis är ett släkte av insekter som beskrevs av Walker 1870. Enligt Catalogue of Life ingår Chromaphis i familjen långrörsbladlöss, men enligt Dyntaxa är tillhörigheten istället familjen borstbladlöss.
Kladogram enligt Catalogue of Life och Dyntaxa:
| Chromaphis | \| \| Chromaphis hirsutustibis \| \| \| \| \| \| Chromaphis juglandicola \| \| \| \| |
|            | \| \| Chromaphis hirsutustibis \| \| \| \| \| \| Chromaphis juglandicola \| \| \| \| |
|            | Chromaphis hirsutustibis                                                             |
|            |                                                                                      |
|            | Chromaphis juglandicola                                                              |
|            |                                                                                      |

## Bildgalleri

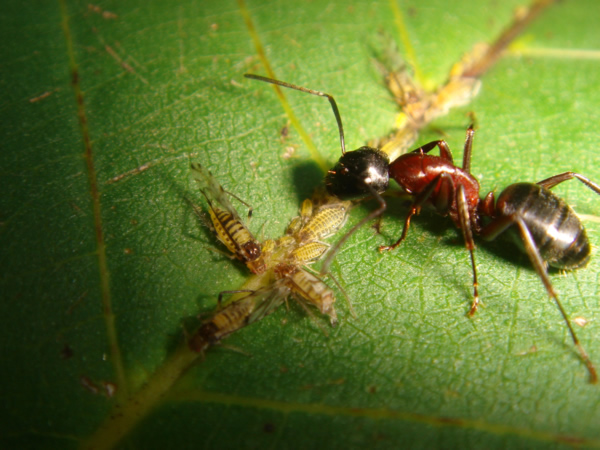